# Lluís Pasqual
Lluís Pasqual Sánchez (Reus, 5 de junio de 1951) es un director teatral español.

## Biografía
Licenciado en Filosofía y Letras, en la especialidad de Filología catalana, por la Universidad Autónoma de Barcelona y licenciado en Arte Dramático por el Instituto del Teatro de la Diputación de Barcelona.
Comenzó a hacer teatro en el entorno del Centro de Lectura de Reus, siendo cofundador de la compañía La Tartana-Teatre Estudi. Mientras cursaba letras en la Universidad se integró en el Grupo de Estudios Teatrales de Horta, estudió en los Estudis Nous de Teatre-Centre d'Estudis d'Expressió, donde recibió la influencia de Josep Montanyès, y después en el Instituto del Teatro, donde coincidió con Fabià Puigserver. Con este realiza el montaje La setmana tràgica, en 1975.
Fundó el Teatre Lliure en 1976, que inició su andadura con una obra suya titulada Camí de nit de 1854, espectáculo que escribió y dirigió. En 1983 fue nombrado director del Centro Dramático Nacional de España - Teatro María Guerrero de Madrid, estrenando a nivel mundial El público, de Federico García Lorca. En 1990 marchó a París donde durante seis años dirigió el Teatro del Odeón (Odéon-théâtre de l'Europe). En 1995-1996, dirigió la Bienal de Teatro de Venecia. De 1997 a 1999 fue comisionado por el Ayuntamiento de Barcelona para el proyecto Ciutat del Teatre, y fue codirector del Teatre Lliure de Barcelona desde 1998 hasta el 31 de diciembre de 2000, junto a Guillem-Jordi Graells. Compaginó el trabajo con la dirección en otros teatros y compañías entre 1981 y 1996.
En 2001 estrenó La Tempestad, de William Shakespeare, en el Teatro San Martín de Buenos Aires, con Alfredo Alcón, y la versión en español de Esperando a Godot de Samuel Beckett. Posteriormente ha dirigido otros estrenos. Fue director artístico del Teatro Arriaga de Bilbao, y desde 2011 hasta el 1 de septiembre de 2018 volvió a ser director del Teatre Lliure de Barcelona.
Entre sus últimos montajes como director, cabe destacar: en 2006, Hamlet y La tempestad, de William Shakespeare, en el Teatro Arriaga de Bilbao y posteriormente en el Teatro Español de Madrid; en 2009, La casa de Bernarda Alba de Federico García Lorca en el Teatre Nacional de Catalunya (TNC), con Núria Espert y Rosa María Sardá; en 2010-2011, Celebración de Harold Pinter, en el Teatre Lliure y Comedia sin título de Federico García Lorca (2019), en versión de Alberto Conejero en el Teatro Español.
En septiembre de 2018 dimitió como director del Teatre Lliure a raíz de las acusaciones por abusos de la actriz Andrea Ros y de trabajadores de la institución.
En enero de 2019 se incorporó como director al teatro del Soho en Málaga, cuyo propietario es Antonio Banderas. Justo un año después anunció su dimisión en una carta pública al actor malagueño, tras participar en las dos obras inaugurales del teatro: el musical A Chorus Line y el Romancero gitano, de Federico García Lorca.

## Premios
- Premio Nacional de Teatro y Danza, 1984.
- Caballero de la Orden de las Artes y Letras, distinción de la República francesa en 1984.
- Premio Ciutat de Barcelona, 1985.
- Premio de la Generalidad de Cataluña, 1988.
- Premio Nacional de Teatro del Ministerio de Cultura, 1991.
- Premio de la Cámara de Comercio de París.
- Título de Oficial de las Artes y las Letras de Francia, 1991.
- Premio Honorífico de la CIFET del Ministerio de Cultura de Egipto, 1995.
- Caballero de la Legión de Honor francesa, 1996.
- Premio de Teatro de la Comunidad de Madrid el 2002.
- XXII Premio Corral de Comedias del Festival de Teatro Clásico de Almagro en 2022[4]